# Talheim (bei Heilbronn)
Talheim (bei Heilbronn) este o comună din landul Baden-Württemberg, Germania.

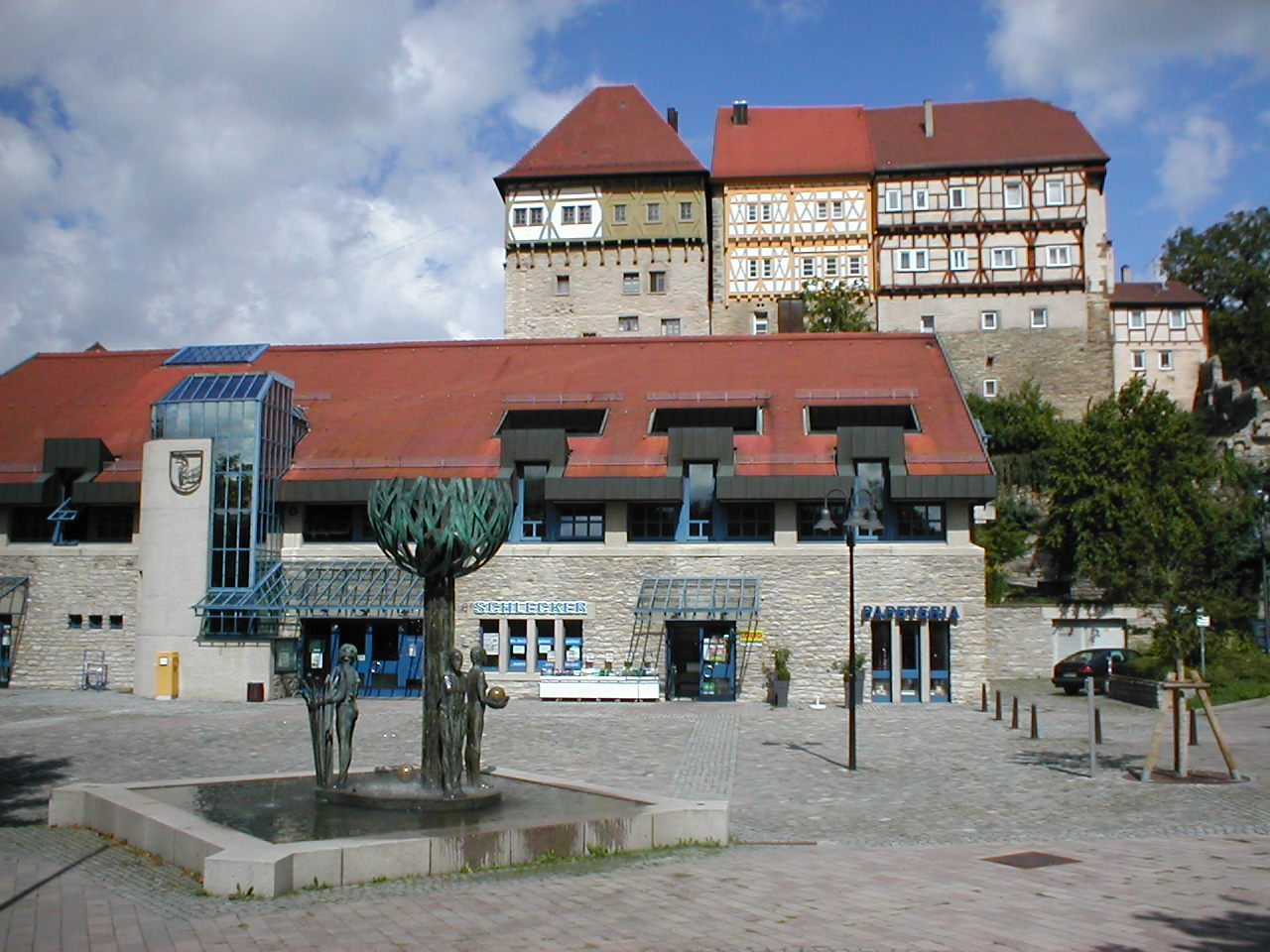
Primăria cu castelul
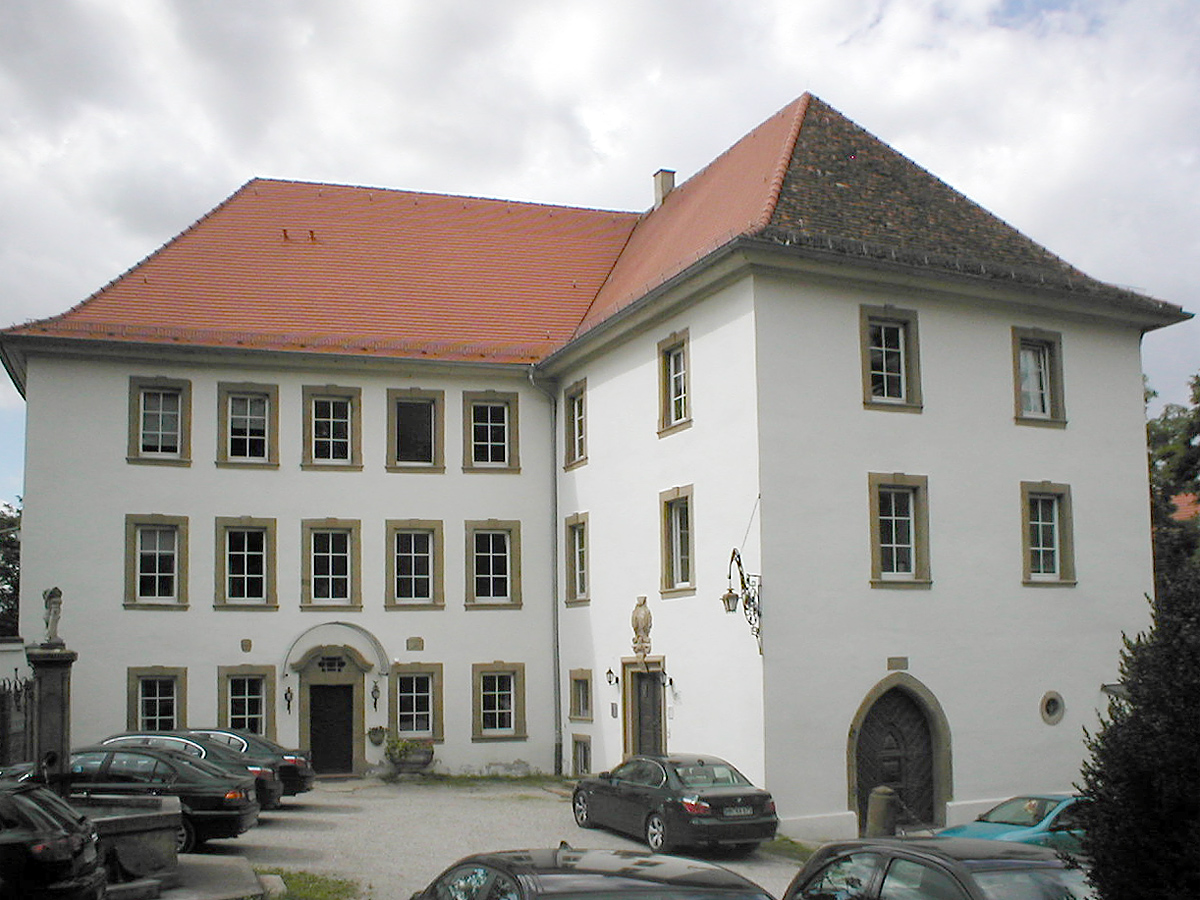
Castelul de Jos de pe strada Sontheimer
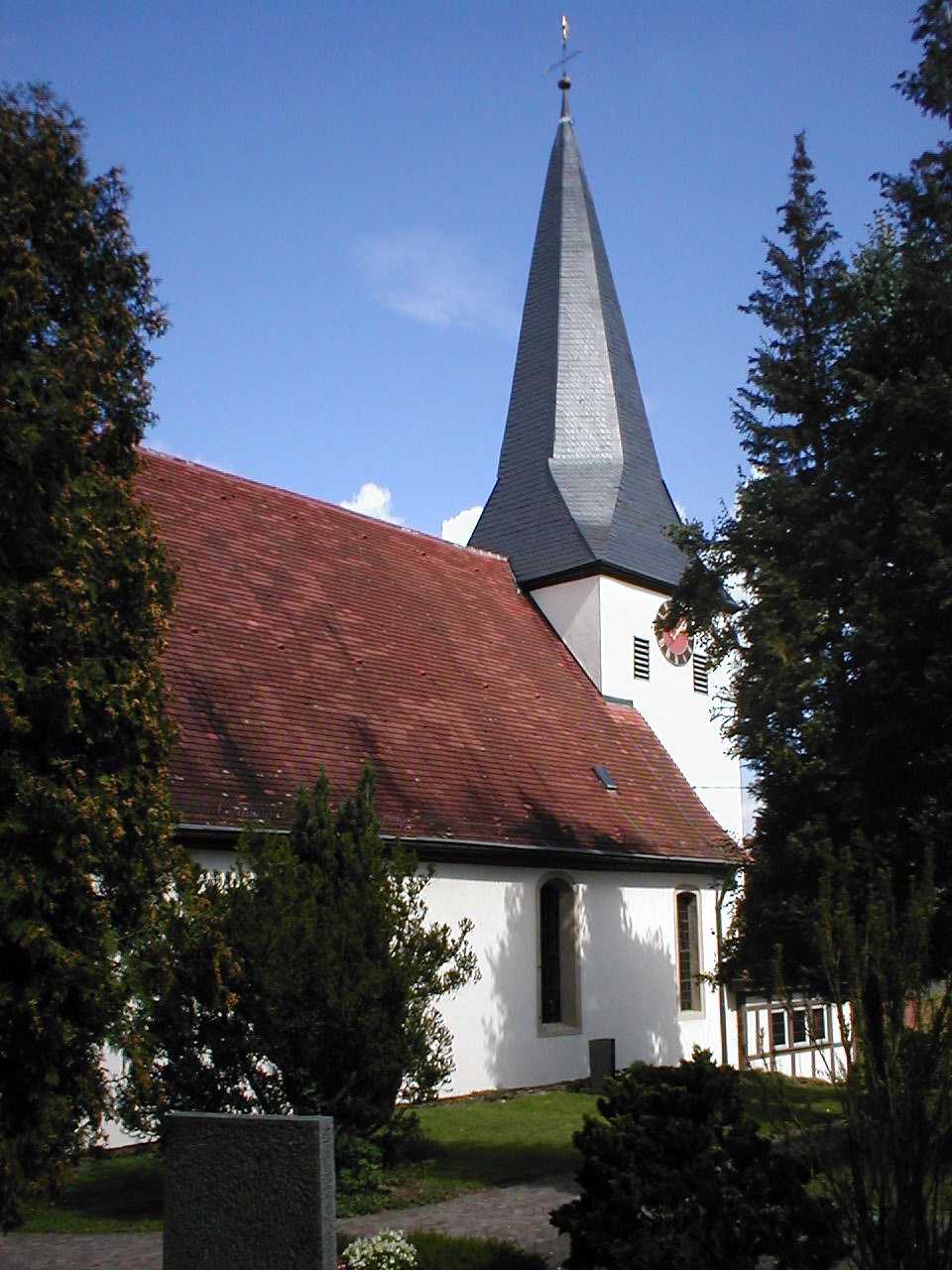
Biserica evanghelică Kilian
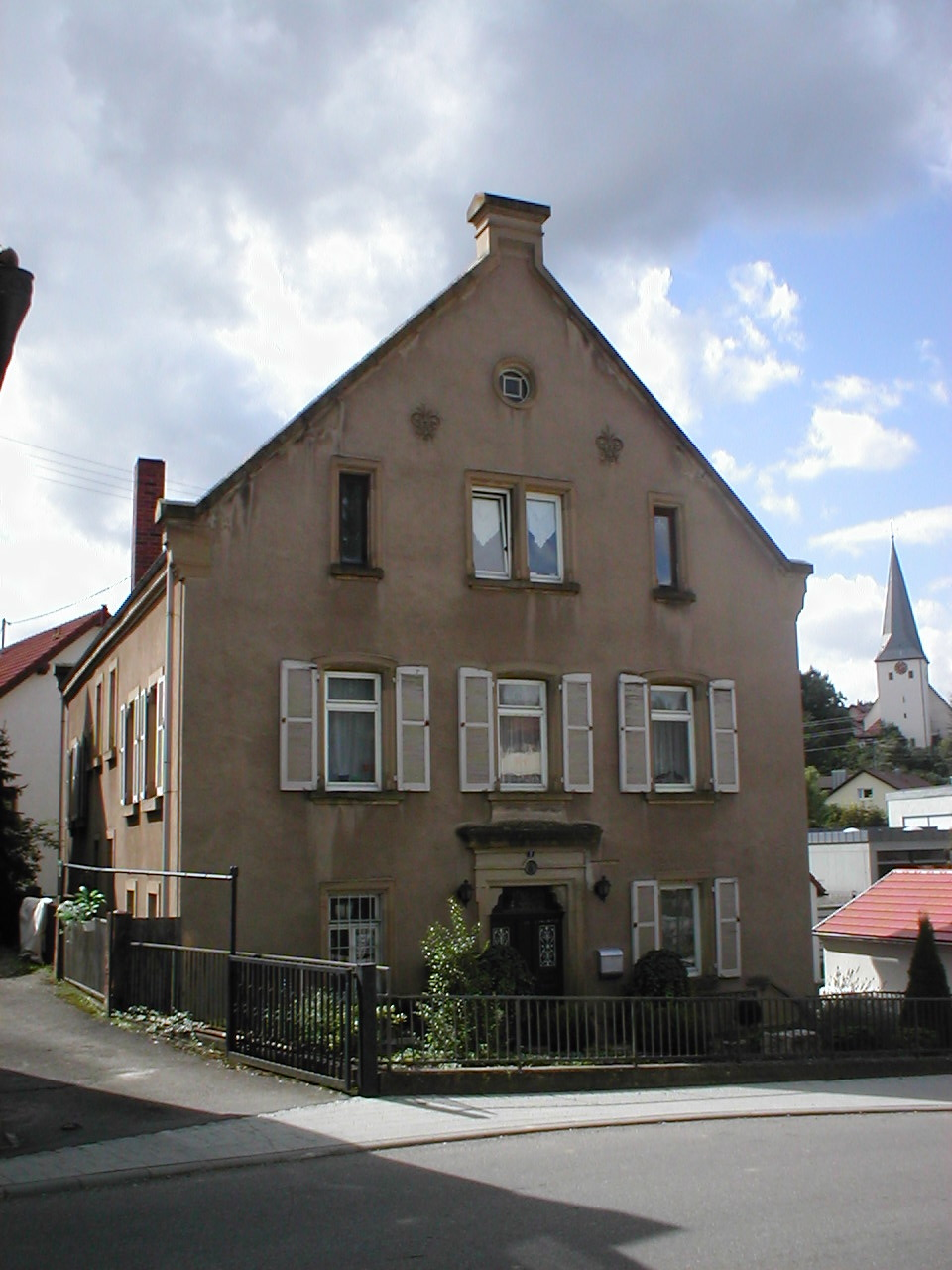
Casa parohială evanghelică
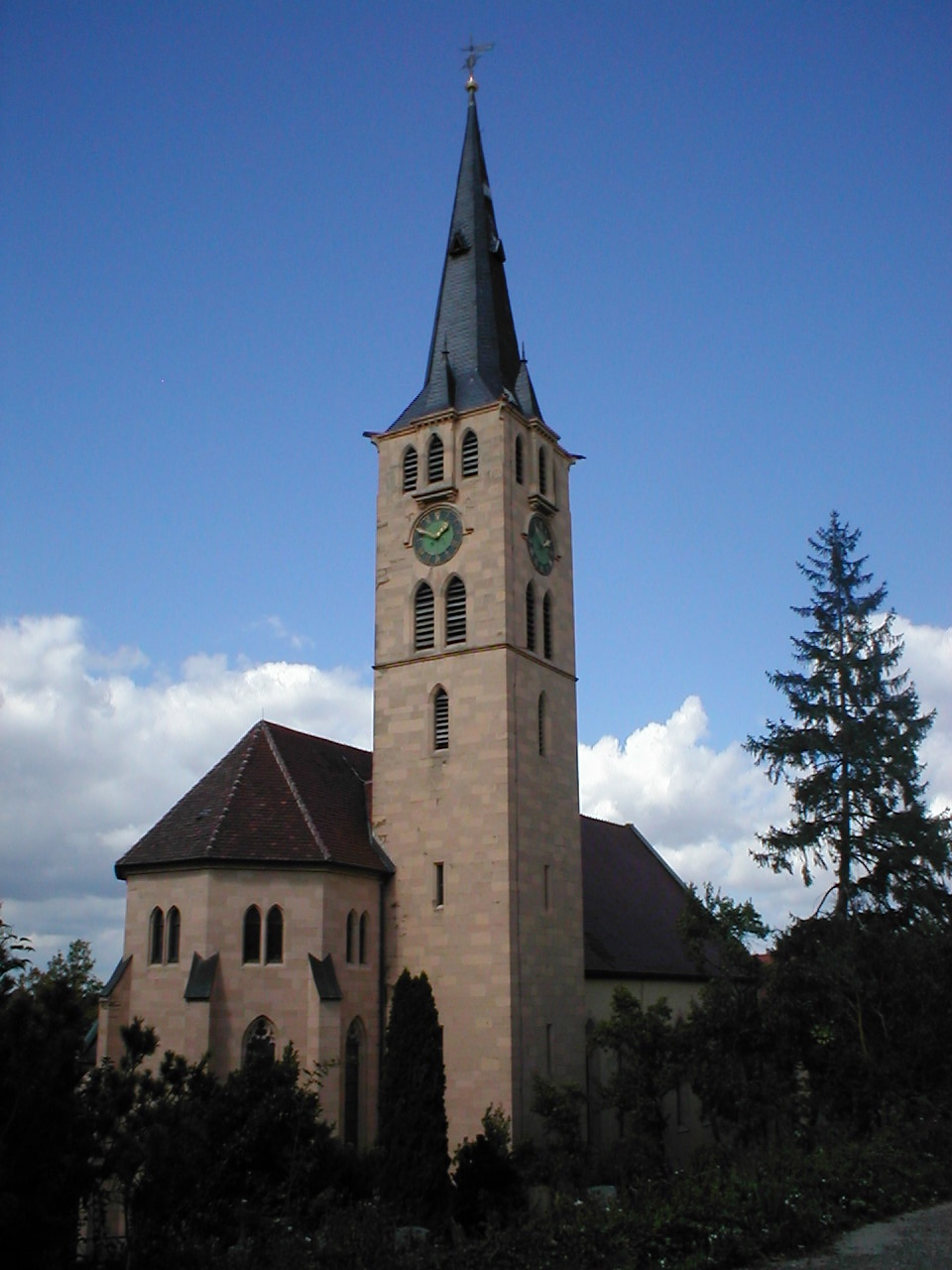
Biserica catolică
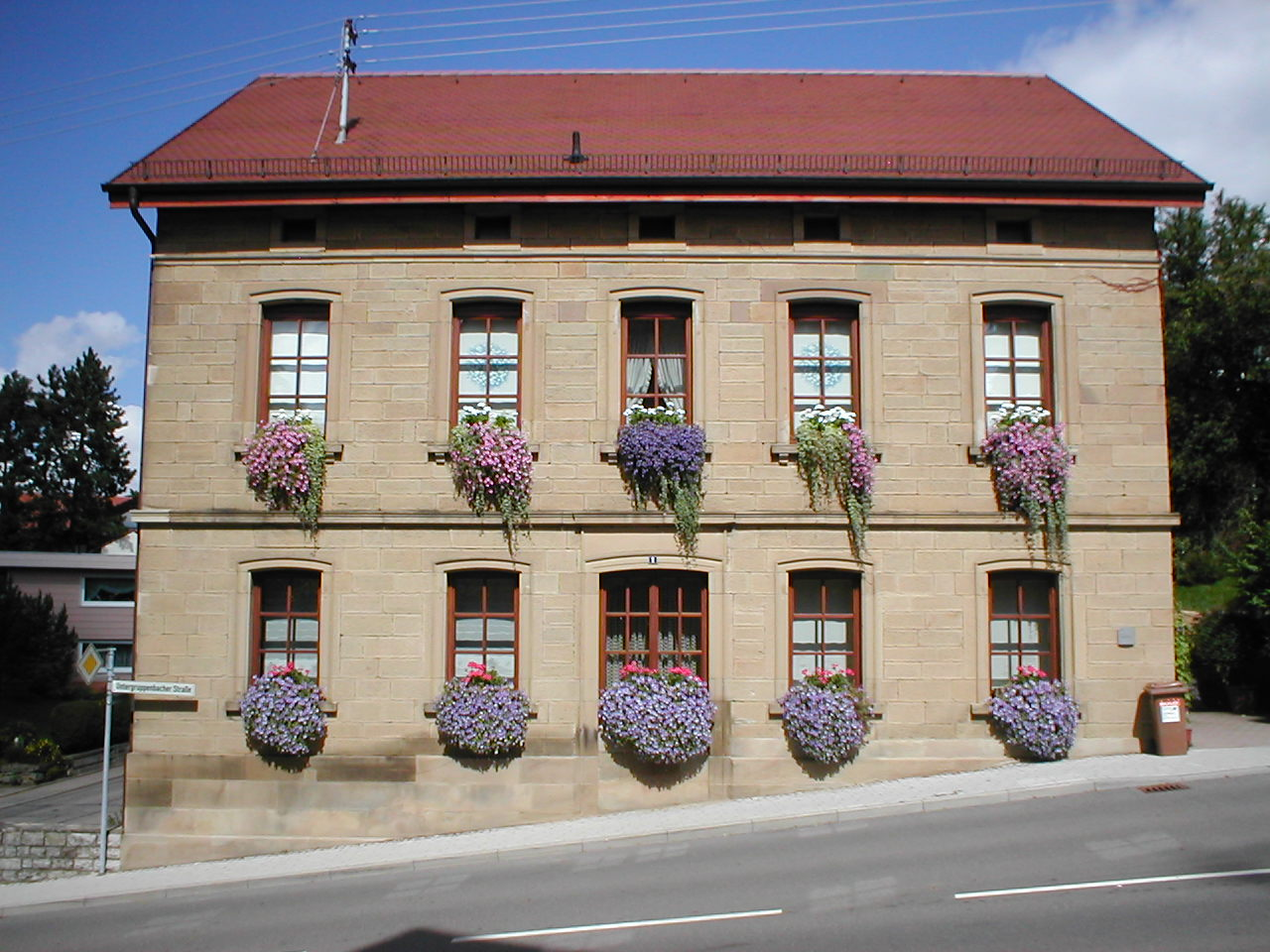
Casa parohială catolică
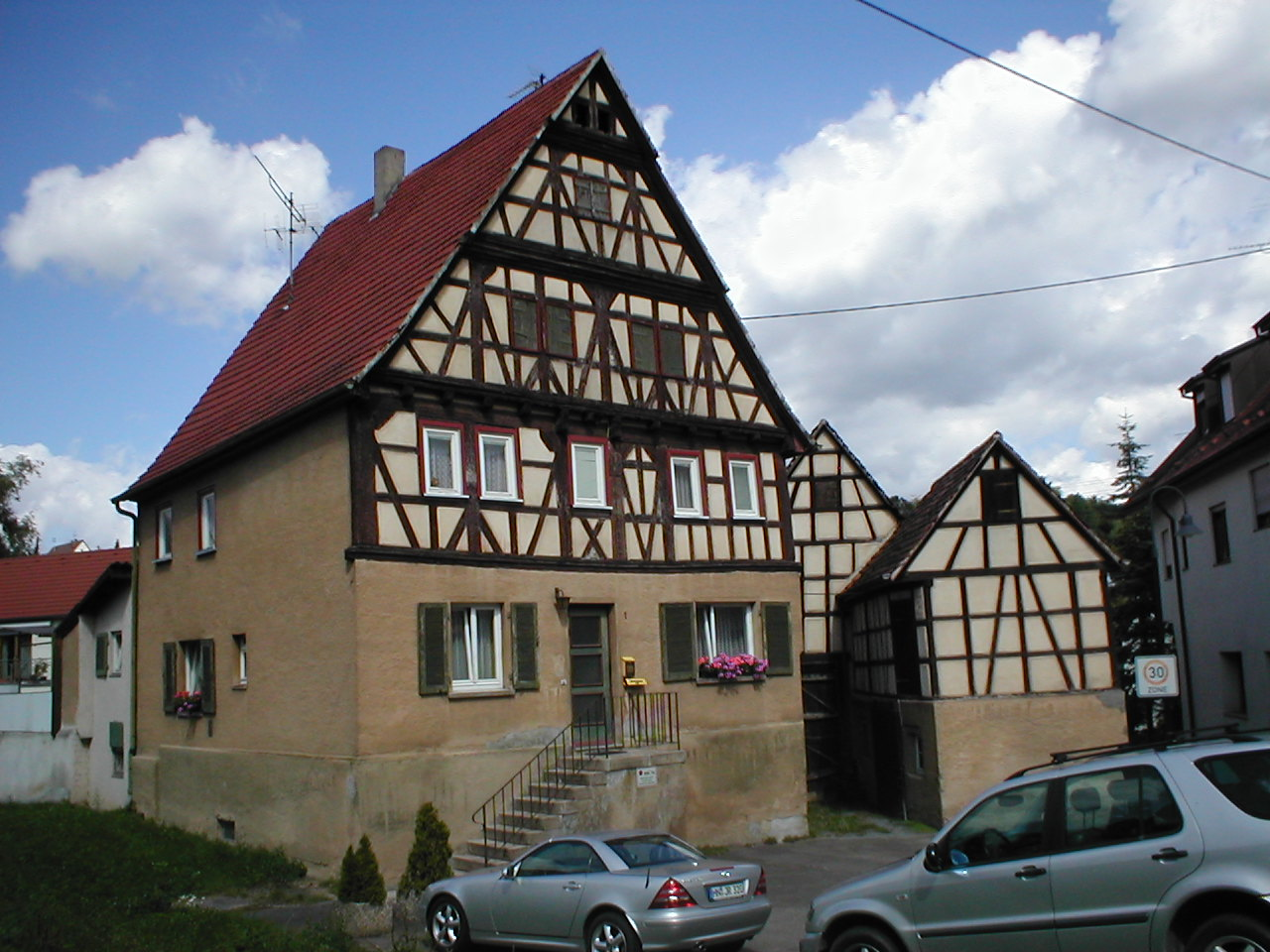
Casă tradițională din Zehentgasse
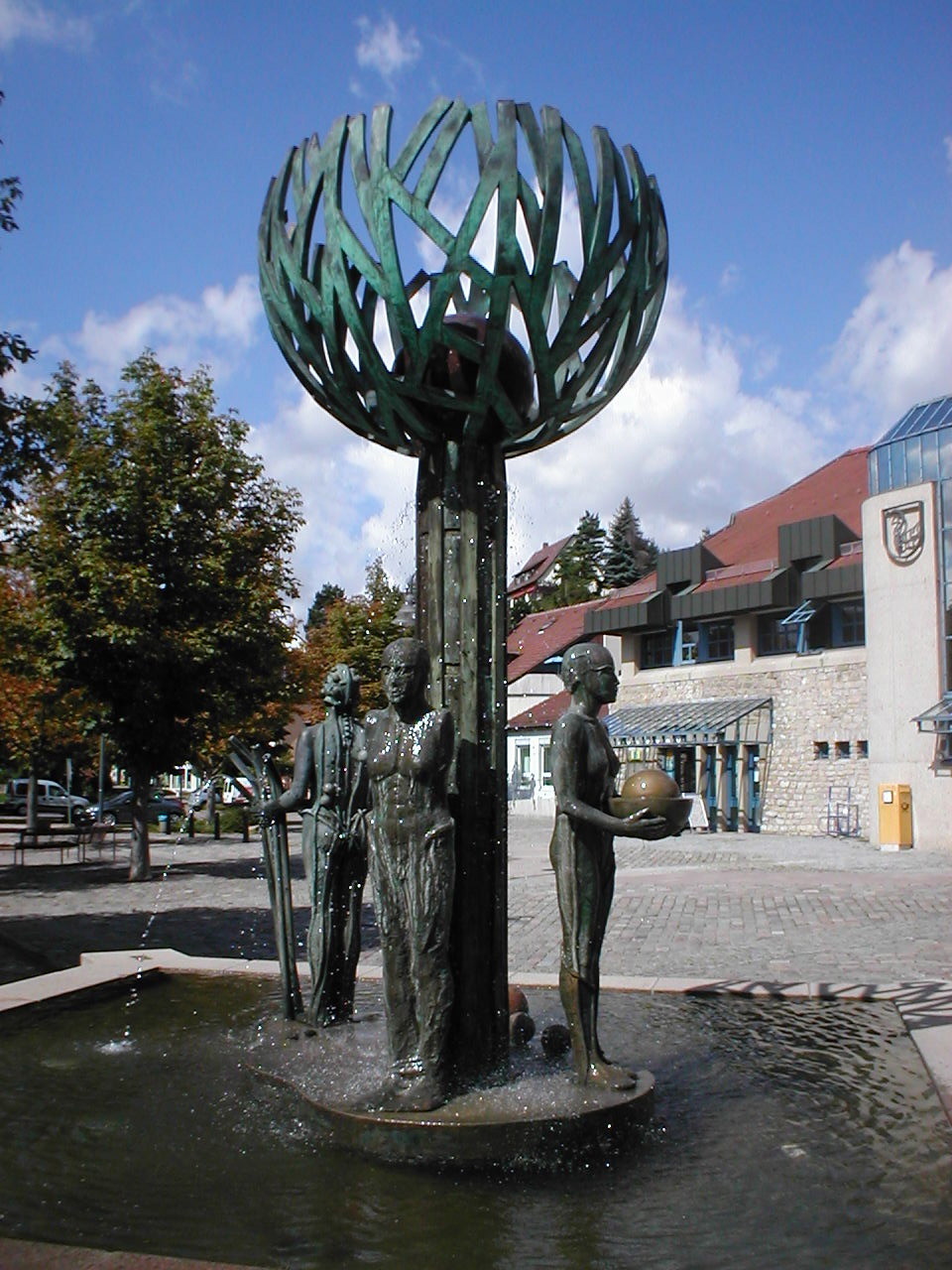
Fântâna Jahreszeiten